# Upplands runinskrifter 57
Upplands runinskrifter 57 är ett vikingatida runstensfragment av gnejs som fanns i Riksby, Bromma församling, Stockholm och Stockholms kommun. Ursprungligen var stenen cirka 1,55 meter hög och 0,75-0,8 meter bred. Stenen har genom åren blivit skadad och sönderslagen och bitar har blivit bortförda. De fragment som återstår av U 57 förvaras på Stockholms Stadsmuseum. Eventuellt är de försvunna.

## Inskriften
Translitterering av runraden:
: si[nar :] auk [þork... : auk : uifast- ...]tu : r[isa : stin : eft]iʀ : biarn : faþur si[- -oti] koþr : by[ki| |i : ulsunti]
Normalisering till runsvenska:
Sinarr ok Þork[ell](?) ok Vifast[r] [le]tu ræisa stæin æftiʀ Biorn, faður si[nn, b]ondi goðr, byggi i Ulfsundi.
Översättning till nusvenska:
Senar och Torkel och Vifast läto resa stenen efter Björn, sin fader, en god bonde, bodde i Ulvsund.